# Benešov (Chlumek)
Benešov je osada v okrese Žďár nad Sázavou v kraji Vysočina. Jde o místní část obce Chlumek. Benešov se nachází asi 13 km severozápadně od Velkého Meziříčí, 24 km jihovýchodně od Jihlavy, 25 km severozápadně od Třebíče a asi 28 km jihozápadně od Žďáru nad Sázavou. 
Nedaleko osady, asi 2,2 km na jihozápad, se nedaleko silnice mezi Pavlínovem, Brodkem a Kamenicí nachází trojmezí okresů Třebíč, Jihlava a Žďár nad Sázavou. 

## Geografie
Benešov leží u břehu potoka Žďárka, který je pravostranným přítokem řeky Balinky. Osada se rozkládá po obou stranách potoka, větší část je ovšem na jeho jižní straně. Menší část je tvořena pěti budovami na sever od břehu potoka. Na tomto potoce se zde nachází malý nepojmenovaný rybník. Asi jeden kilometr na jihozápad se nachází kopec nazvaný jako Kopec s nadmořskou výškou 628 m.
Jedinou obcí, se kterou je Benešov přímo silničně spojen, je Chlumek, od jehož středu se nachází asi 500 m jihovýchodně. Silnice procházející Benešovem je asfaltovaná, ale na konci osady končí a mění se v nezpevněné lesní cesty. Další blízkou vesnicí je Geršov, od kterého se Benešov vzdušnou čarou nachází asi 1,7 km severozápadně. Nedaleko je též obec Pavlínov, od které se Benešov nachází asi 3 km severozápadně.
V osadě je registrováno patnáct čísel popisných. Nacházejí se zde čtyři ulice, z nichž jsou všechny asfaltované.